# Джінн Арт
Джінн Арт (англ. Jeanne Arth; нар. 21 липня 1935) — колишня американська тенісистка.
Перемагала на турнірах Великого шолома в парному розряді.

## Фінали турнірів Великого шолома

### Жіночий парний розряд (3 перемоги)
| Результат | Рік  | Турнір                     | Покриття | Партнерка   | Суперниці                           | Рахунок       |
| --------- | ---- | -------------------------- | -------- | ----------- | ----------------------------------- | ------------- |
| Перемога  | 1958 | Національний чемпіонат США | Трава    | Дарлін Гард | Алтея Гібсон Марія Буено            | 2–6, 6–3, 6–4 |
| Перемога  | 1959 | Вімблдонський турнір       | Трава    | Дарлін Гард | Беверлі Бейкер-Фляйц Крістін Труман | 2–6, 6–2, 6–3 |
| Перемога  | 1959 | Національний чемпіонат США | Трава    | Дарлін Гард | Марія Буено Саллі Мур               | 6–2, 6–3      |